# Ігорс Раусіс
Ігорс Раусіс (латис. Igors Rausis; 7 квітня 1961, Комунарськ — 28 березня 2024) — латвійський шахіст, у 2003—2007 роках представник Бангладешу, від 2007-го — Чехії, гросмейстер від 1992 року.

## Шахова кар'єра
Від початку 1990-х років належав до основних гравців збірної Латвії: між 1996 і 2002 роками тричі взяв участь у шахових олімпіадах, а 1993 року — в командному чемпіонаті світу.
До найбільших успіхів Ігорса Раусіса на міжнародних турнірах належать перемоги або поділ 1-го місця, зокрема, в таких містах, як:
- Сент-Мартін (1991, разом з Маргейром Петурссоном і Дмитром Гуревичем),
- Москва (1992),
- Фірнгайм (1992, разом з Андрієм Соколовим),
- Лас-Пальмас (1995, разом з Іваном Моровічем Фернандесом і Пією Крамлінг),
- Геусдал (1995, турнір Arnold Cup, разом з Майклом Геннігеном),
- Анг'ян-ле-Бен (1995),
- Ювяскюля (1996, турнір Heart of Finland),
- Віллсбах (1997),
- Геусдал (2000, турнір Troll Masters, разом з Марісом Кракопсом),
- Каїр (2001, разом із зокрема, Ненадом Шулавою, Драженом Сермеком, Олексієм Барсовим, Сергієм Каспаровим, Азером Мірзоєвим, Олександром Фоміних),
- Геусдал (2002, турнір Troll Masters, разом з Матіасом Вомакою, Х'єтілем Лі і Руне Дьюрхуусом),
- Бад-Боклет (2002),
- Лієнц (2003),
- Боньї-сюр-Мез (2004, разом з Едвінсом Кеньгісом і Алоїзасом Квейнісом),
- Есб'єрг (2006, турнір Кубок Північного моря, разом з Герхардом Шеблером, Стефаном Джуричем і Алоїзасом Квейнісом).

Примітка: Список успіхів неповний (доповнити від 2007 року).
Найвищий рейтинг Ело в кар'єрі мав станом на 1 листопада 2014 року, досягнувши 2586 очок ділив тоді 4-те місце серед чеських шахістів.

## Зміни рейтингу
| На цьому місці має відображатися графік чи діаграма, однак з технічних причин його відображення наразі вимкнено. Будь ласка, не видаляйте код, який викликає це повідомлення. Розробники вже працюють для того, щоби відновити штатне функціонування цього графіка або діаграми. | |
| | На цьому місці має відображатися графік чи діаграма, однак з технічних причин його відображення наразі вимкнено. Будь ласка, не видаляйте код, який викликає це повідомлення. Розробники вже працюють для того, щоби відновити штатне функціонування цього графіка або діаграми. |